# وربنویه
وربنویه (انگلیسی: Verbnoye) یک شهرک در بخش کراسننسکی استان بلگورود کشور روسیه است.